# Lydia Hearst
Lydia Marie Hearst-Shaw, född 19 september 1984 i Wilton i Connecticut, är en amerikansk skådespelerska, fotomodell och arvtagerska till sin familjs miljardtillgångar inom det medieföretag som skapades av William Randolph Hearst. 
Hon är dotter till Patty Hearst. Hon har medverkat i serier som Gossip Girl och filmer som Cabin Fever: Patient Zero. Hon har även varit modellcoach i modelltävlingen The Face där hon tävlade mot bland andra Naomi Campbell med varsitt lag med aspirerande modeller.